# 孫浩浩
孫浩浩，香港資深編劇，曾在無綫電視及香港電視網絡任職編劇。1993年入職無綫電視編劇組，2000年代為《On Call 36小時》、《掌上明珠》、《女人最痛》等作品編劇，後跳槽至香港電視，擔任《第二人生》編審，於2013年轉投香港電視網絡，於2014年香港電視不獲發牌之後回到無綫電視。首部編審劇集是與陳金鈴合作的《銀樓金粉》 。

## 編審／編劇列表
電視劇（無綫電視）
- 1995：《忘情闊少爺》 編劇、《親恩情未了》編劇
- 2000：《男亲女爱》 編劇
- 2002：《九五至尊》 編劇
- 2003：《皆大欢喜》 編劇
- 2007：《银楼金粉》 、《两妻时代》 編審
- 2008：《东山飘雨西关晴》 編審
- 2009：《绝代商骄》 、《桌球天王》 編審
- 2010：《女人最痛》、《掌上明珠》、《抉宅男女》 編審
- 2011：《On Call 36小時》 編審
- 2012: 《怒火街头2》編審、编剧
- 2021：《逆天奇案》 編審（岑國榮合編）、《星空下的仁醫》 編劇
- 2024:《逆天奇案2》 編審（岑國榮合編）

### 電視劇（香港電視網絡）
- 2015年：《第二人生》 編審（與李綺華合作）